# Őcsény megállóhely
Őcsény megállóhely egy Tolna vármegyei vasúti megállóhely Őcsény községben, a helyi önkormányzat üzemeltetésében.
A község belterületének északnyugati szélén helyezkedik el, közúti elérését az 5113-as útból kiágazó 51 371-es számú mellékút (települési nevén Árpád sor / Rákóczi Ferenc utca) teszi lehetővé.
A korábbi vasútállomás 2021. szeptember 13. óta feltételes megállóhely lett, azaz csak akkor állnak meg a vonatok, hogyha van le- vagy felszálló utas.

## Története
A MÁV 46-os számú Rétszilas–Bátaszék-vasútvonalának Szekszárdot Bátaszékkel összekötő szakasza 1897. augusztus 23-án nyílt meg, Őcsény is ekkor kapcsolódott be az országos vasúthálózatba. A falu állomása a központtól mintegy 1300 méterre északnyugatra épült fel, amelyhez az eljutást egy töltésút biztosította. A keskeny töltés mentén kezdett el növekedni a település a 20. század elején, így a régi falu és az állomás közti terület a 2000-es évek elejéig beépült. A régi, keskeny nyomvonalat akácsor szegélyezte, melynek egyedeiből mára mindössze néhány idős példány maradt meg. Az eredetivel szinte párhuzamosan épült egy komolyabb töltés is, ez a mai Árpád sor északi úttestje.
Belterületen a Szekszárd-Decs-Várdomb közti 5113-as útról az 51 371-es számú mellékútra letérve közelíthető meg a megálló. Az állomáson korábban egy rakodóvágány is húzódott, ám ezt a 2000-es évek végén teljesen fölszedték.
A 2008-as menetrendváltás súlyosan érintette a vasútvonalat, így az állomást is: a várótermet és a jegypénztárt bezárták, így azóta jegyvásárlásra csak a szerelvényeken van lehetőség. A helyi forgalmi szolgálattevőt áthelyezték, így az általa működtetett sorompót is fénysorompóra cserélték. Az egykori állomás épületét ma már lakóháznak használják, a várakozó utasoknak mindössze egy kis esőbeálló és néhány peron menti pad áll a rendelkezésére.
A 46-os vasútvonal évtizedekig elhúzódó felújítása 2010-ben érte el Őcsényt, a munkálatok miatt még a következő évben is vágányzár volt érvényben, ekkor pótlóbuszokkal szállították el az utasokat a megállóból. A felújítás során új betontalpfákat és használt síneket építettek be, és a töltést is újjáépítették. 2014-ben modernizáltak két, a vasútvonalon található hidat, így azt a vasúti hidat is, amely megállóhoz közel halad át a Szekszárd-Bátai-főcsatorna felett.

## Vasútvonalak
A megállóhelyet az alábbi vasútvonalak érintik:
- Rétszilas–Bátaszék-vasútvonal

## Kapcsolódó állomások
A megállóhelyhez (korábbi vasútállomáshoz) az alábbi állomások vannak a legközelebb:
- Szekszárd vasútállomás (Rétszilas–Bátaszék-vasútvonal)
- Decs vasútállomás (Rétszilas–Bátaszék-vasútvonal)

## Forgalom
| Járat             | Útvonal | Gyakoriság                     |
| ----------------- | --- | ------------------------------ |
| személyvonat      | Sárbogárd – Rétszilas – Cece – Vajta – Nagydorog – Tengelic – Fácánkert – Tolna-Mözs – Szekszárd-Palánk – Szekszárd – Őcsény – Decs – Bátaszék (– Alsónyék – Pörböly – Baja) | Napi 3 pár                     |
| személyvonat      | Tolna-Mözs → Szekszárd-Palánk → Szekszárd → Őcsény → Decs | Munkanapokon 1 Decs felé       |
| személyvonat      | Tolna-Mözs → Szekszárd-Palánk → Szekszárd → Őcsény → Decs → Bátaszék → Alsónyék → Pörböly → Baja                                                                             | Munkanapokon 1 Baja felé       |
| személyvonat      | Szekszárd → Őcsény → Decs → Bátaszék | Munkanapokon 1 Baja felé       |
| személyvonat      | Bátaszék → Decs → Őcsény → Szekszárd → Szekszárd-Palánk → Tolna-Mözs | Munkanapokon 2 Tolna-Mözs felé |
| személyvonat      | Decs → Őcsény → Szekszárd → Szekszárd-Palánk → Tolna-Mözs → Fácánkert → Tengelic → Nagydorog                                                                                 | Munkanapokon 1 Nagydorog felé  |
| Gemenc InterRégió | Székesfehérvár – Belsőbáránd – Sárbogárd – Cece – Vajta – Nagydorog – Tengelic – Fácánkert – Tolna-Mözs – Szekszárd – Őcsény – Decs – Bátaszék – Alsónyék – Pörböly – Baja   | 2 óránként                     |